# 嘎拉哈
嘎拉哈（穆麟德轉寫：gacuha）是一种满族妇女和儿童的传统游戏，為滿族的擲距骨遊戲。蒙古族亦有此戲，音譯為夏嘎、夏蓋、沙盖、沙嘎、沙阿。据研究这名字源于古代蒙古语种的“其嘎”一词，意为“特别”或“特别好看”，在巴林右旗的遼朝古墓就有此物。除遊戲外還可用來占卜。嘎拉哈也指用于游戏的距骨本身。

## 简史

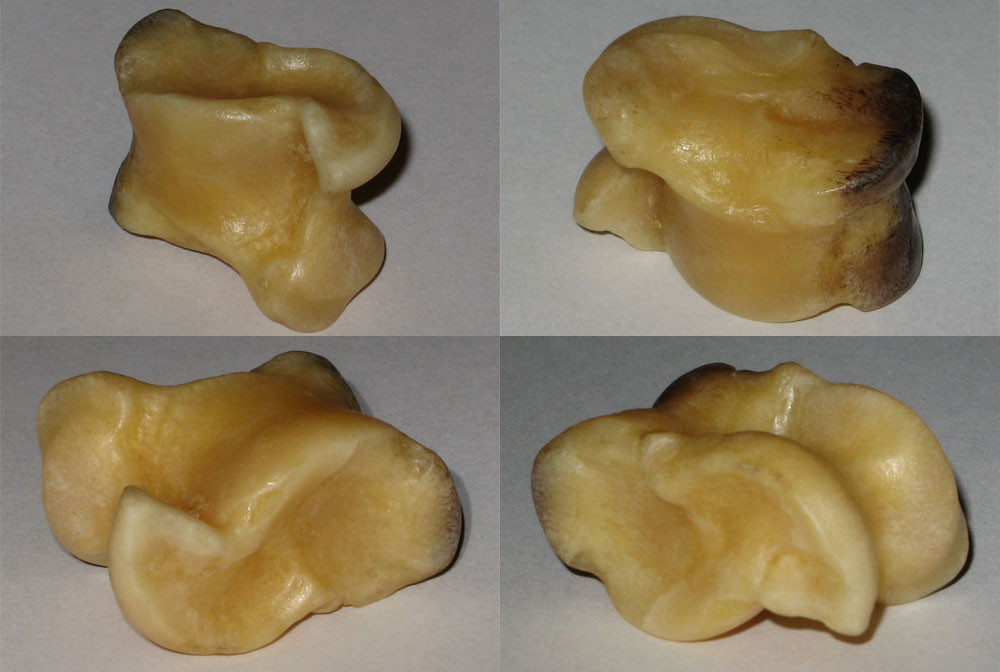
嘎拉哈的4个面，依次为支儿、轮儿、肚儿、壳儿。在蒙古语里分别叫做骆驼、马、绵羊、山羊

这个名字是满语的汉语音译，满文是ᡤᠠᠴᡠᡥᠠ (gacuha)，在清代的正式汉文写法是“背式骨”，原指兽类后腿膝盖部位、腿骨和胫骨交接处的一块独立骨头。游戏使用猪或者羊的膝盖骨，有时也有狍子、牛或者猫的膝盖骨，现时也有使用合成材料制作，把骨头蒸煮刮净之后，或者涂上颜色 (通常为大红)，或是保持原色。狍子骨的嘎拉哈比较小而方正，好看，四面也比较平整，所以是上等的嘎拉哈，但狍子的嘎拉哈比较少，所以与狍子骨相近的羊骨更加流行。相比起来，牛骨太大，很难能一手抓四个，而猫骨太小，很难控制特定的面，所以玩牛骨和猫骨的人很少。现代有用塑料制，就不受这些限制了。传说金兀术小时候师傅曾给过他任务去取熊和鹿的嘎拉哈，人们因此让孩子玩来鼓励他们变得勇敢。
嘎拉哈骨头通常叫“子儿”，也称羊拐，以四个子儿为一副。嘎拉哈一般是长方体，两个大面，两个长条面，还有两头的面比较小，形状不规则。一般游戏时只玩四个比较大的面。不同的地域和民族对各个面的叫法不同，有“珍/针/支”，“轮/拐”，“壳/坑”，“肚/背”。

## 玩法
游戏时需要一个皮球或者沙包(装沙子、大米或是黄豆的六面立方形布口袋)，再有一块报纸大的坚硬、平实的场地。玩的时候只许用一只手，如果是皮球，手把球扔起，在球落地再弹起的时间里摆好嘎拉哈，再接住球；如果是沙包，则是在抛起沙包再接住的时间里摆。根据抓起嘎拉哈的形状不同，得的分数也不同，再抛起口袋，将嘎拉哈放下，同时碰地上原有的嘎拉哈，使它们的形状变化，更容易寻找自己下次抓的对象。抓嘎拉哈的时碰动不需要抓的为坏，抓起嘎拉哈没接到口袋为坏。玩的时候，最少可以一个人，最多可以很多人，分成两伙儿进行对抗赛。有的一替一次轮流抓，有的只要不“坏”就连续抓下去，哪伙先抓够一定的数哪伙就赢。比较高难的游戏里，也有扳很难站立的第五面、第六面的，但那大多是因为一些嘎拉哈的形状比较特殊，或是被磨平过，才有可能站住。
玩“嘎拉哈”并不叫“玩”，而是称为欻（chuǎ），也有念成“耍”、“数”、“抓”的。

## 活动
2015年8月，辽宁省铁岭市举行“首届中国·铁岭满族嘎拉哈文化论坛”。
2021年6月14日端午节当天，吉林市满族博物馆将开展“棕情端午 传承文明”主题活动，并举办歘嘎拉哈大赛。